# Ка Ріджо
Ка Ріджо — село (італ. curazia) в республіці Сан-Марино. Адміністративно належить до муніципалітету Борго-Маджоре.